# Jucuarán
Jucuarán è un comune del dipartimento di Usulután, in El Salvador.